# Linia kolejowa Miłomłyn – Myślice
Linia kolejowa Miłomłyn – Myślice – rozebrana normalnotorowa linia kolejowa łącząca Miłomłyn z Myślicami.

## Historia
Linię otwarto 1 września 1893 roku, natomiast rozebrano w 1945. Ostatni pociąg z uciekinierami przed nadchodzącą na te tereny Armią Czerwoną odjechał ze stacji 22 stycznia 1945 roku w kierunku Elbląga. Linia była jednotorowa o rozstawie szyn wynoszącym 1435 mm. Jej długość wynosiła 30,3 km. Obecnie fizycznie nie istnieje.